# Phiale
Phiale este un gen de păianjeni din familia Salticidae.

## Specii[1]
- Phiale albovittata
- Phiale aschnae
- Phiale bicuspidata
- Phiale bilobata
- Phiale bipunctata
- Phiale bisignata
- Phiale bryante
- Phiale bulbosa
- Phiale crocea
- Phiale cruentata
- Phiale cubana
- Phiale duplocellata
- Phiale elegans
- Phiale flavescens
- Phiale formosa
- Phiale geminata
- Phiale gratiosa
- Phiale guttata
- Phiale hieroglyphica
- Phiale huadquinae
- Phiale laticava
- Phiale lehmanni
- Phiale longibarba
- Phiale mediocava
- Phiale mimica
- Phiale modestissima
- Phiale nigra
- Phiale niveoguttata
- Phiale ortrudae
- Phiale pallida
- Phiale quadrimaculata
- Phiale radians
- Phiale roburifoliata
- Phiale rubriceps
- Phiale septemguttata
- Phiale similis
- Phiale simplicicava
- Phiale tristis
- Phiale virgo